# São Gonçalo do Amarante (distrito de São João del-Rei)
São Gonçalo do Amarante é um distrito do município de São João del-Rei, no estado de Minas Gerais, Brasil.
Localizado em uma região montanhosa, o distrito é de difícil acesso e não é diretamente atendido por grandes rodovias. As mais próximas são a BR-265, ao sul, e a BR-494, ao nordeste.[carece de fontes?]

## História
Pouco se sabe sobre a história detalhada de São Gonçalo do Amarante. A Igreja Barroca, dedicada a São Gonçalo de Amarante, um santo português conhecido por sua devoção e obras religiosas, é um dos marcos históricos da localidade. A igreja foi construída entre os anos de 1720 e 1730.
O distrito originalmente chamava-se São Gonçalo do Brumado, em referência ao riacho que atravessa a região. Em 1923, o nome foi alterado para Caburu, termo de origem indígena que pode ter os significados de caá (mato) + mburu (maldito) ou cab (vespa) + uru (cesto), significando "vespeiro". Em 1990, a localidade passou a ser chamada de São Gonçalo do Amarante. 

### Possível origem indígena
Antes da colonização europeia, há indícios de que a área hoje conhecida como São Gonçalo do Amarante possa ter sido sede de uma aldeia indígena. Achados arqueológicos e a toponímia local sugerem a presença de povos nativos, que possivelmente habitavam a região devido à sua proximidade com fontes de água e formações rochosas, como a Pedra Ramalhuda. Pesquisas arqueológicas ainda estão em andamento para confirmar essa hipótese, mas é amplamente aceito que a região era ocupada por grupos indígenas antes da chegada dos colonizadores.

### Pedra Ramalhuda

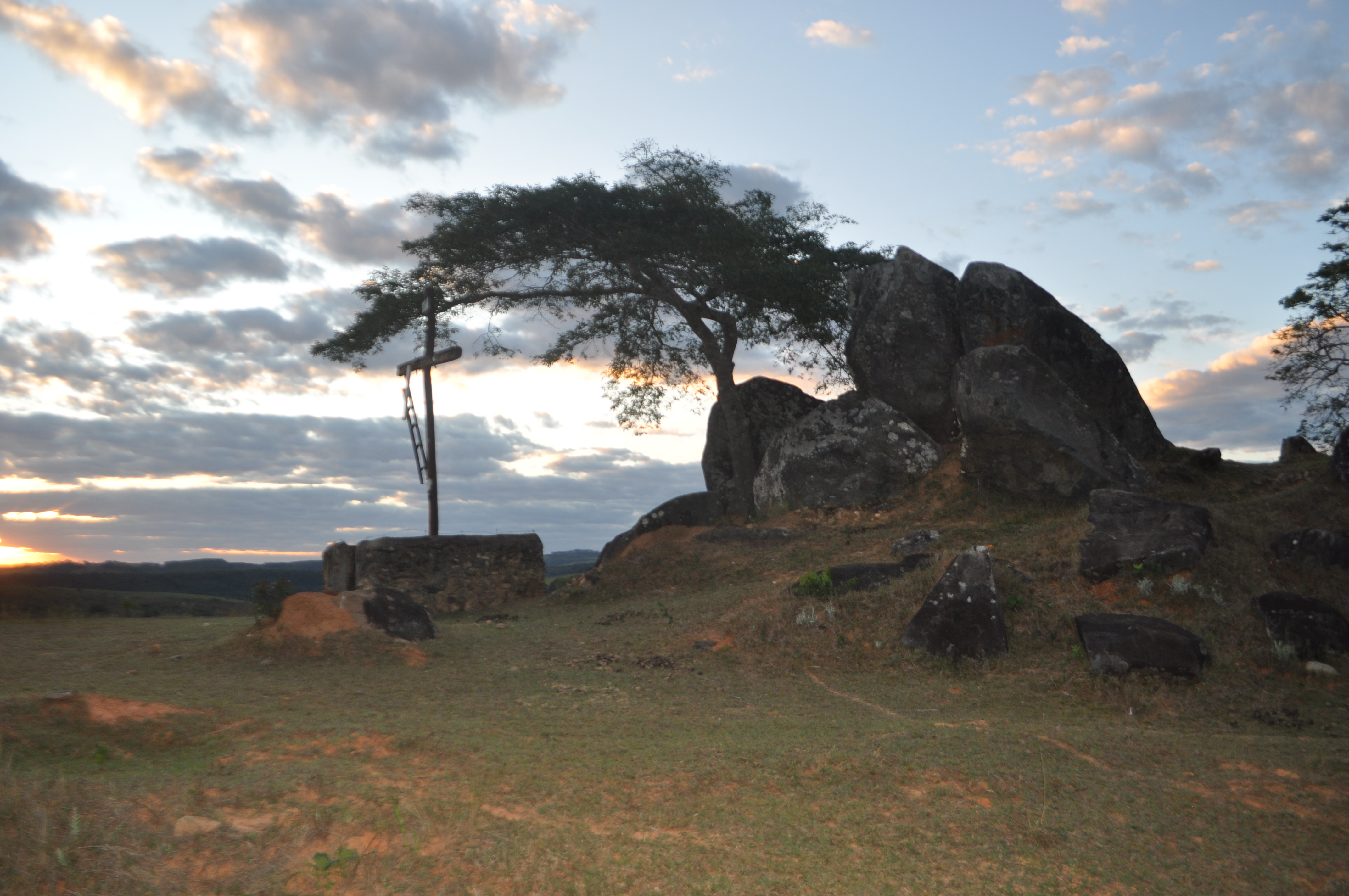
Visão geral da Pedra Ramalhuda, um impressionante afloramento granítico em São Gonçalo do Amarante (Caburu), São João del-Rei. Considerado um potencial monumento megalítico, guarda valor arqueológico, cultural, espiritual e paisagístico.

A Pedra Ramalhuda, localizada na zona rural de São Gonçalo do Amarante, é um afloramento granítico de grande importância cultural, arqueológica e paisagística. Desde sua inclusão no Inventário de Patrimônio Cultural (IPAC 2018) na categoria de Conjunto Paisagístico Natural e com proposta de tombamento municipal (Decreto nº 10.830, de 26/12/2023), o local destaca-se por suas características geológicas e pelos significados espirituais e rituais atribuídos pela comunidade local.
O acesso à Pedra Ramalhuda pode ser feito a partir de São João del-Rei, passando por paisagens serranas e fragmentos de mata nativa. A área circundante é composta por vegetação típica de cerrado, incluindo gramíneas e arbustos, além da presença de uma árvore de óleo vermelho (Copaifera langsdorffii).

#### Importância cultural e espiritual
A Pedra Ramalhuda possui um valor espiritual significativo para a população local, sendo o destino de uma via-sacra anual e palco de celebrações religiosas. Além disso, religiões de matriz africana utilizam o local para cerimônias e oferendas, refletindo a diversidade de práticas espirituais que coexistem na região.
Em 2006, um cruzeiro foi erigido no local, reforçando seu papel como ponto de peregrinação. A Pedra Ramalhuda também é um mirante natural, oferecendo uma vista panorâmica da Serra do Lenheiro e do vale do Rio das Mortes, tornando-se ideal para práticas contemplativas e meditativas.

#### Potencial arqueológico
Além de seu valor paisagístico e espiritual, a Pedra Ramalhuda apresenta indícios arqueológicos que sugerem a presença de grupos humanos antigos. Cavidades nas rochas indicam possíveis usos para o maceramento de ervas medicinais, e estudos recentes sugerem um possível alinhamento astronômico, similar ao observado em monumentos megalíticos como Stonehenge. Essas características aumentam o interesse pela Pedra Ramalhuda como um possível sítio arqueológico de relevância regional e até internacional.

#### Preservação e turismo
Dada sua importância cultural e arqueológica, a preservação da Pedra Ramalhuda é essencial. O local apresenta grande potencial turístico, podendo atrair visitantes interessados em turismo ecológico, espiritual e arqueológico. A implementação de roteiros turísticos e a proteção formal do local são medidas essenciais para garantir sua preservação e valorização.

## Estatísticas
- Código IBGE: 316250015[1]
- Área: 96,51 km²

## Circunscrição eclesiástica
O distrito de São Gonçalo do Amarante está vinculado à Paróquia do Senhor Bom Jesus do Monte em São João del-Rei. A paróquia pertence à Diocese de São João del-Rei.